# Gmina Kolbuszowa
Die Gmina Kolbuszowa ist eine Stadt-und-Land-Gemeinde im Powiat Kolbuszowski der Woiwodschaft Karpatenvorland in Polen. Sitz des Powiats und der Gemeinde ist die gleichnamige Stadt mit etwa 9200 Einwohnern.

## Geschichte
Von 1975 bis 1998 gehörte die Gemeinde zur Woiwodschaft Rzeszów.

## Gliederung
Zur Stadt-und-Land-Gemeinde Kolbuszowa gehören neben der Stadt folgende Dörfer (in Klammern die Einwohnerzahlen vom 30. Juli 2007) mit Schulzenämtern:
- Bukowiec (373)
- Domatków (1032)
- Huta Przedborska (308)
- Kłapówka (233)
- Kolbuszowa Dolna (2124)
- Kolbuszowa Górna (2787)
- Kupno (1547)
- Nowa Wieś (704)
- Poręby Kupieńskie (283)
- Przedbórz (920)
- Świerczów (557)
- Werynia (1540)
- Widełka (2331)
- Zarębki (911).

Eine weitere Ortschaft ist Brzezówka.

## Ehrenbürger
- 2023 Zbigniew Chmielowiec (* 1954), Politiker[2]